# 宮本聖矢
宮本 聖矢（みやもと さとし、1994年7月11日 - ）は、大阪府大阪市出身の俳優である。オフィスニグンニイバ所属。愛称は聖矢さん、聖矢、さとす。

## 略歴
2022年3月1日に聖矢から宮本聖矢へ改名をした。
2025年4月21日 - 22日には、高円寺シアターバッカスにて、自身初となる『「スプロケ！アクト」宮本聖矢特集』が開催された、

## 人物
- 特技は、野球（中・高）・水泳（歴3年）・キックボクシング（歴2年）・股割り。野球に関しては、現在も現地観戦することがある。
- 趣味は、映画鑑賞・サウナ・カメラ・競馬。
- 過去にCoCo壱の個人的おすすめメニューとして、納豆・ほうれん草・スクランブルエッグの3種をトッピングした「さとしDX」を挙げている[3]。
- B91cm、W72cm、H89cm、S27cm。
- Twitterであった、大喜利に回答したところまさかのスカウトされ、お笑いを志して上京したら俳優の道だった。

## 出演

### テレビドラマ
聖矢 名義
- 『そこにあるBUKIMI シーズン2』　第3話「食事にある」(2020年1月20日、テレビ埼玉)

宮本聖矢 名義
- 『憑きそい』　第5話「道連れのトンネル」(2023年8月30日、フジテレビ) - 2023年7月28日からFODドラマでも配信している。

### Webドラマ
聖矢 名義
- VRドラマ『東京夜行 - ユウレイ -』(2020年、Cinematech)

宮本聖矢 名義
- ショートドラマ『金曜日のわたしたちは』(2022年9月30日公開、YouTube) → LiSA New Album「LANDER」収録楽曲、「土曜日のわたしたちは」を題材としたショートドラマ
- fempassCinemaシリーズ - 藤本 祐介 役 - 
  - 第2話『あなたを好きでいたかった』(2023年2月7日公開、YouTube)
  - 第3話『求めてくれるなら、誰でもよかった』(2023年3月23日公開、YouTube)
  - 第8話『ずっと一緒！』(2025年2月14日公開、YouTube)

- 縦型ショートドラマ『サレ妻が三人の婚約者に溺愛された』全82話 (2024年11月21日公開、DramaBox/TopShort/Short Short/Dramawave/StardustTV/Kalos TV)
- 縦型ショートドラマ『同居人は御曹司』全46話 (2024年、SWIPE DRAMA独占配信)
- 日本デザインスクール「夫婦リデザイン」
- 『Forgiveness -ワイズマンの孤独-』全21話 (2025年4月7日公開、BUMP独占配信)
- 縦型ショートドラマ『君を王子にするまであと30日 〜陰キャぼっちがヘアメイク!?〜』全30話 (2025年6月17日公開、FANY:D独占配信)

### 映画
宮本聖矢 名義
- 8ミリ映画『A都市の彼女』(2022年)  ※企画中止
- 短編映画『猫飼いたい』(2022年)
- 短編映画『東京ブラッディベリージュースインシデント』(2023年) - 青木文也 役 、ちば外房映画祭2023 準グランプリ受賞
- 短編映画『Lovin' it』(2024年5月)
- 映画『帰ってこなかった男』(2025年3月28日) - 由紀夫（倉田） 役 - 2023年12月15日なかのZEROで開催の「-NEW ERA- 天野トロイカ・小嶋貴之・溝井辰明 作品上映会」にて先行上映された。
- 映画『夢に生きる』(2025年3月28日) - 神谷 役
- 映画『Forgiveness -ワイズマンの孤独-』(2025年4月7日)  、ショートドラマアプリ「BUMP」で独占公開

### 舞台
聖矢 名義
- ミュージカル『卓球ウォーズ』(2018年11月23日-12月2日、浅草ゆめまち劇場) - 郷田憲章 役
- 『MEMORY BOYS〜想い出を売る店〜』（2018年12月20日 - 2019年6月17日、サンリオピューロランド 1階 フェアリーランドシアター） - 3代目チームアレグロ、ラルゴ 役
- 『続・雷神とリーマン』（2019年7月2日 - 7日、すみだパークスタジオ） - 大村 役
- ミュージカル『ビックリマン ザ☆ステージ』(2019年12月24日 - 29日、品川・六行会ホール) - スーパーデビル 役
- Muse of Soul vol.4『覗きたい男は、覗かれたい女に覗かれる』〈男性ver.〉(2020年6月2日 - 7日、ウエストエンドスタジオ) → ※公演中止。2020/05/02発表。
- Muse of Soul vol.4『覗きたい男は、覗かれたい女に覗かれる』〈男性ver.〉(2021年6月22日 - 27日、ウエストエンドスタジオ)

宮本聖矢 名義
- シチュエーション朗読劇『Love on Ride ～通勤彼氏』vol.2 (2022年6月23日 - 26日、浅草花劇場) - 日高、久遠 役。 → 日高役は6月23日の2公演、久遠役は6月25日・26日の2公演。
- 朗読劇　朗読パンダ 第３回番外公園『100年越しの初恋 vol.2』チームD (2022年8月17日 - 21日、劇場MOMO) → チームＤ公演は、2022年8月17,19,20,21日。
- Muse of Soul プロデュース vol.6『彼女が街から消えた夜』(2023年4月25日 - 30日、ウエストエンドスタジオ)
- TEAM花時。企画プロデュース公演　第21ラウンド『恋バナ’23～ほしいもの...ひとつだけ～』(2023年11月9日 - 12日、武蔵野芸術劇場 小劇場)

### CM
聖矢 名義
- （株）ハッシャダイファクトリー- トラバイPR動画『トラバイ、行ってみた』(2020年)
- （株）ハッシャダイファクトリー - 『トラバイ webCM スノボ編』(2020年)
- ムンディフォーマー（株） - イソジン®クリアうがい薬 (2020年)
- 日総工産 - 日総工産ブランドムービー『夢を、一緒に』(2022年1月26日～)
- 竜王スキーパーク - 【短編ストーリー】竜王ゲレンデマジックストーリーepisode1～5 (2022年2月11日～)

宮本聖矢 名義
- センス・トラスト株式会社 公式CM(2023年)
- 赤穂化成 - スポーツミネラルMGウォーターLIGHT(2024年)
- 豚吉グループ ブランドムービー(2024年)
- ETOWA KISARAZU - ETOWA KISARAZU PROMOTION MOVIE(2024年)
- DMM GAMES - 「DMM　GAMES」TVCM(2024年8月21日～)
- バイオマリン - 企業ブランディング動画「私たちの想い編」(2024年)
- 太陽生命 - TVCM(2024年)
- コープきんき - 公式アンバサダー編 (2025年)
- 株式会社エネコム - 『＋Action 探求と挑戦』篇(2025) - エネコムさん役。6,15,30,60秒の4パターンで公開、Youtubeにてインタビューも公開中。

### オンライン
聖矢 名義
- オンライン朗読劇『雷神とリーマン』(2020年5月30日) - 大村 役
- 『エンド・オブ・アス - タイムリミットは60分』 (2021年3月19日 - 21日、中テレオンラインLiveシアター)　※20日18時過ぎに発生した地震により、20日17時公演は中断、20時公演は中止になった。

### ネットバラエティ
聖矢 名義
- ABEMAオリジナルシリーズ新作恋愛番組「恋のコーチは元恋人」(2021年12月21日 - 2022年2月15日、ABEMA) - 全8話

### ラジオ
聖矢 名義
- Takuyaのオレよりイケメン出てこいや～ (2020年4月14日、まえばしCITYエフエム)

### イベント
聖矢 名義
- MEMORY BOYS〜想い出を売る店〜 1st Anniversary Event（2019年8月11日 、サンリオピューロランド 1階 フェアリーランドシアター）

宮本聖矢 名義
- 「スプロケ！アクト」宮本聖矢特集(2025年4月21日 - 22日、高円寺シアターバッカス) - 過去作を計4～5作品公開した。